# Либе
Ли́бе (ест. Lõbe küla) — село в Естонії, у волості Рідала повіту Ляенемаа.

## Населення
Чисельність населення на 31 грудня 2011 року становила 6 осіб.

## Історія
Під час адміністративної реформи 1977 року село Либе було ліквідовано, а його територія стала частиною утвореного села Рідала. З січня 1998 року село Либе відновлено як окремий населений пункт.